# Ходецькі

Герб Ходецьких

Ходецькі гербу Повала (пол. Chodeccy herbu Powała) — польський шляхетський рід часів Королівства Яґелонів. Гніздом роду був Любін (Добжинська земля). Першим до Русі прибув Миколай Парава з Любіна в Добжинській землі (пол. Ziemia dobrzyńska) — лицар і «домівник» короля Ягайла. Одна гілка роду дідичила місто Ходеч (Каліське воєводство).
Довгі роки брати Ходецькі — сини Станіслава з Ходча — були майже єдиними панами Галичини через маєтності та посади, які змогли отримати. Останній із Ходецьких тримав Галич, Коломию, Снятин, Рогатин, Тлумач, Калуш із прилеглими селами, Львівське та Любачівське староства, значні дідичні маєтності у Львівському, Галицькому, Рогатинському, Самбірському повітах (кілька міст, 100 та кілька десятків сіл).

## Походження та герб
Рід Ходецьких походить із Великопольщі, з міста Ходча. Вони належали до польської шляхти та використовували герб «Огоньчик» (інша назва — Поваля).

## Політична діяльність
Представники роду Ходецьких активно обіймали урядові посади в Руському та Подільському воєводствах Корони Польської у другій половині XV — першій третині XVI століття. Вони були пов’язані з діяльністю на прикордонні українських земель.

## Представники
- Миколай Парава з Любіна — галицький староста
- Якуб з Любіна — галицький староста
  - Станіслав з Ходча — небіж попередніх, подільський, руський воєвода
    - Миколай — львівський каштелян
    - Ян (пом. 1497) — староста галицький (1474), кам'янецький (1474), теребовельський (1474)
    - Станіслав — маршалок великий коронний, львівський каштелян, подільський воєвода
    - Анджей — староста галицький (1492), канонік перемиський, львівський, латинський єпископ-елект кам'янецький (1501)
    - Отто — подільський, руський сандомирський, краківський воєвода; львівський староста
    - Ядвіґа з Ходча — дружина Міхала Язловецького